# Hydrochasma sinuatum
Hydrochasma sinuatum (лат.) — вид мух-береговушек рода Hydrochasma из подсемейства Gymnomyzinae (Ephydridae). Встречаются в Западном полушарии: Мексика, Белиз, Гондурас, Коста-Рика, Перу.

## Описание
Мелкие двукрылые насекомые, длина от 1,50 до 1,95 мм; серовато-коричневого цвета, усики темно-серые. Передние тазики беловато-серые. Задние голени с вентроапикальной шпоровидной сетой. На лице один ряд латеральных щетинок; фронто-орбитальные сеты на лбу отсутствуют. Максиллярные щупальцы апикально жёлтые. Глаза овальные, крупные. Усиковые бороздки резко отграничены с вентральной стороны. Щеки широкие. Нотоплеврон груди покрыт микросетами в дополнение к двум крупным щетинкам. Супрааларные пре- и постшовные щетинки, а также акростихальные сеты хорошо развиты. Латеральные части брюшка со светлыми участками (беловато-серыми). Крылья прозрачные, блестящие. Вид был впервые описан в 2013 году американским диптерологом Вейном Мэтисом (Wayne N. Mathis; Department of Entomology, Smithsonian Institution, Washington, D.C., США) и польским энтомологом Тадеушем Затварницким (Tadeusz Zatwarnicki, Department of Biosystematics, Opole University, Ополе, Польша). Сходен с видом Hydrochasma digitatum, отличаясь строением гениталий самца.